# Клин
Вижте пояснителната страница за други значения на Клин.
Клинът е един от основните шест прости механизми, представляващ късо и много здраво дървено или желязно устройство във формата на призма (сплеснато от единия край и заострено в другия под малък ъгъл), което служи за разцепване на отделни части на даден предмет. Може също така да служи за повдигането му или за застопоряването му. Механичната предимство на един клин се определя от съотношението на дължината на наклона към широчината на клина. И въпреки че с клин с по-голям ъгъл и по-къса дължина на наклона работата се извършва за по-кратко време, е нужна повече сила отколкото при клин с по-малък ъгъл и по-дълга дължина на наклона. За това се предпочитат клинове с по-малък ъгъл и по-дълга дължина на наклона. (Фиг. 1)

## История
Произходът на клин е неизвестен вероятно, защото е бил използван от повече от 9000 години. В древно египетските кариери се използвали бронзови клинове, за да се откъснат каменни блокове, използвани в строителството. Дървени клинове са били използвани от коренното население на Северна и Южна Америка, използвани еленови рога, като клинове за разцепване и обработка на дървен материал. Еленовите рога били използвани за направата на канута, жилища и други обекти.

## Примери за повдигане и отделяне
Клинове могат да се използват за повдигане на тежки предмети, като се отделят от повърхността на която лежи този предмет. Те също така могат да се използват и за разделяне на отделни каменни блокове. Тесен клин със сравнително къса дължина за фино коригиране на разстоянието се нарича шайба и често се използва в дърводелството.

## Механично предимство
Механичното предимство на един клин се изчислява, като се раздели дължината на наклона към ширина на клина:
{\displaystyle M,\,\Pi ={\frac {{\text{д}}_{\text{клина}}}{{\text{ш}}_{\text{клина}}}}}

## Идиоми
- Забивам клин между тях – има значение на внасям разкол, развалям отношения.
- Клин клина избива – противодействие на нещо със същото средство, така например нова любов помага за лечение на старата